# 自治领射电天体物理台
自治领射电天体物理台（英語：Dominion Radio Astrophysical Observatory，缩写为）是成立于1960年的一所研究机构，位于加拿大不列颠哥伦比亚省Okanagan Falls的西南部。 该站点有4台射电望远镜：干涉射电望远镜，26米单碟天线，太阳通量监测器和加拿大氢强度测绘实验（CHIME），以及支持工程实验室。DRAO由加拿大政府下属的国家研究委员会赫茨贝格天体物理研究所运营。

## 设备

### 综合孔径望远镜

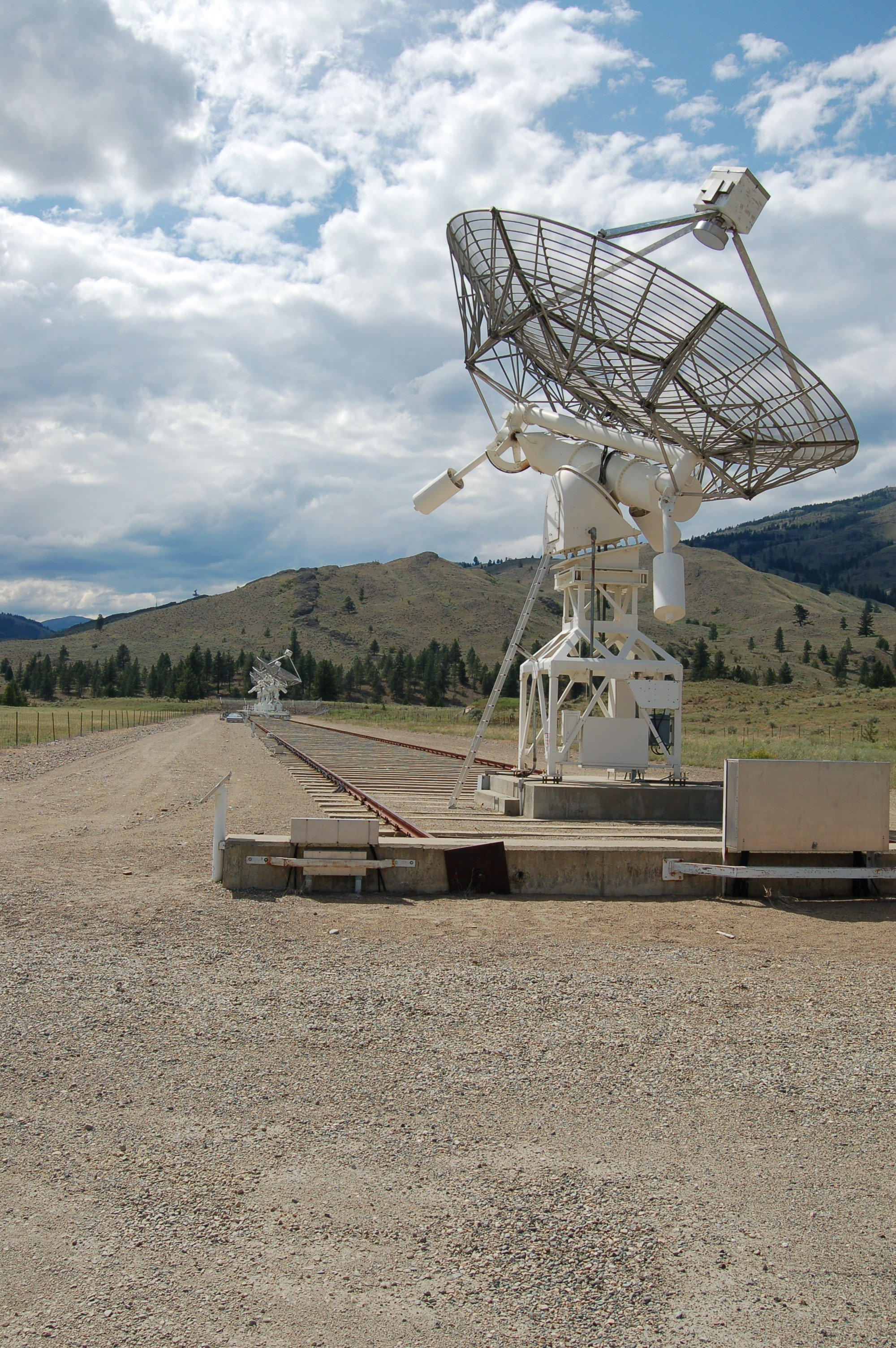
DRAO综合孔径望远镜

综合孔径望远镜由沿着600米东西向基线的7个9米金属网反射器天线组成。这些天线配备408 MHz的单圆偏振接收机和1420 MHz的双圆形接收机。

### John A. Galt望远镜

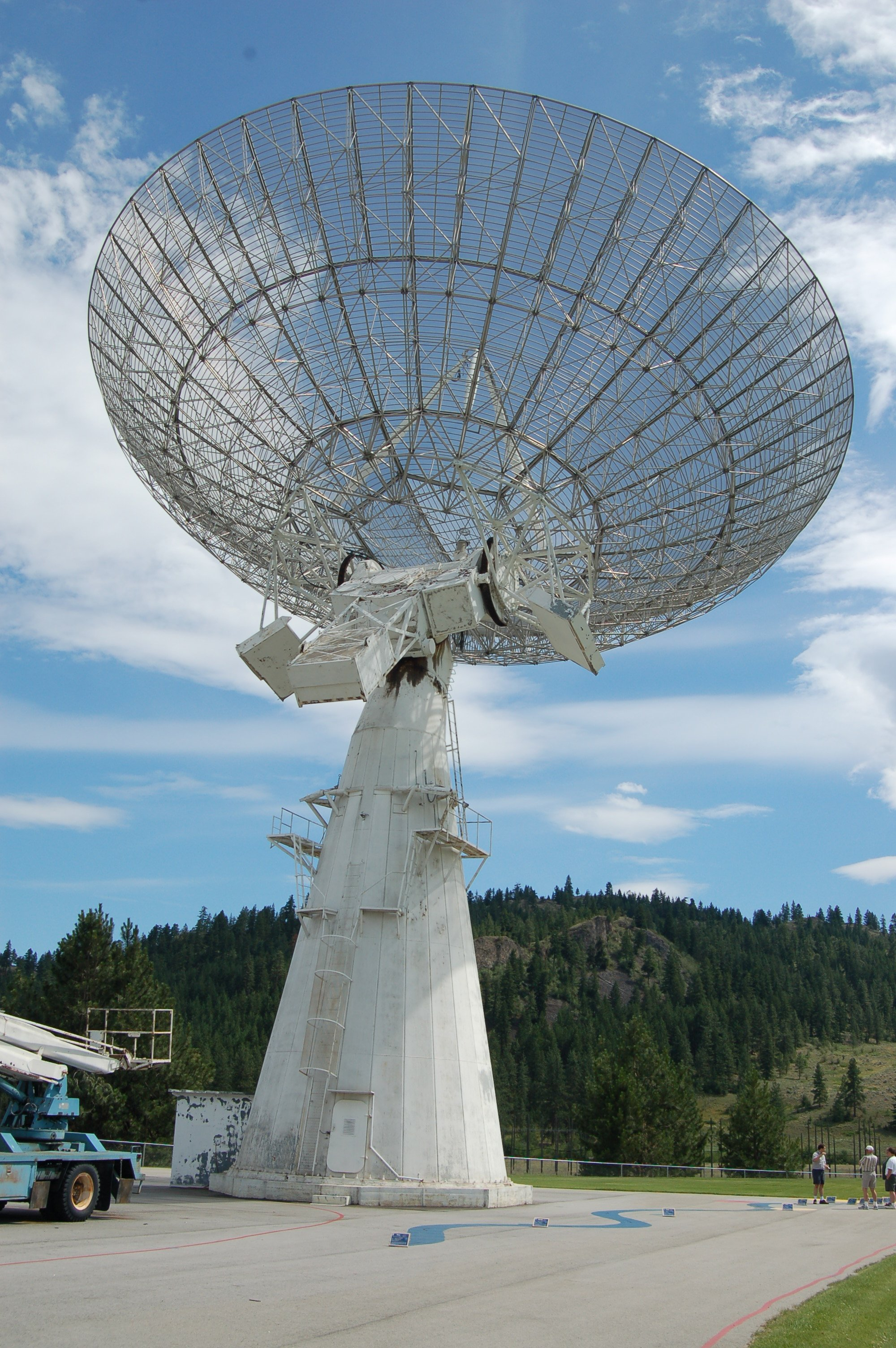
John A. Galt望远镜

John A. Galt望远镜包含一个25.6米的金属网天线，可在408 MHz和1.5，2.7，4.9，6.6和8.4 GHz等频率进行观测。 这台望远镜以前简称为26米望远镜，在2014年举行的特别仪式上更名为John A. Galt望远镜，他是DRAO的第一位员工及前任主任。 

### 太阳流量监测器

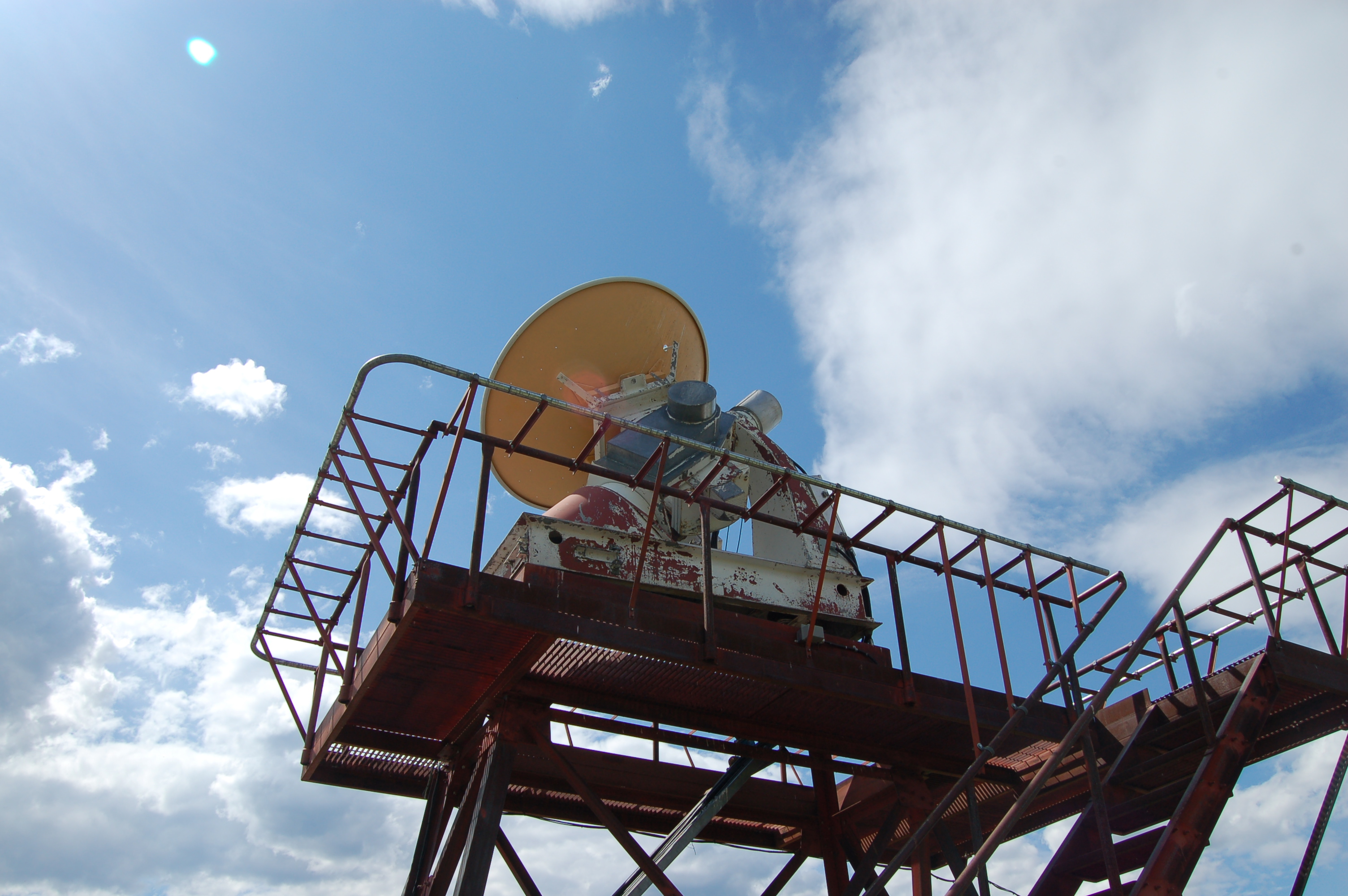
太阳流量监测器

该监视器位于不列颠哥伦比亚省彭蒂克顿附近，由两个固体表面碟形天线组成，在波长10.7厘米处同时观测

### 加拿大氢强度测绘实验
加拿大氢强度测绘实验（CHIME）是一种射电干涉仪。它由四个半圆柱形反射器天线组成，每个长100 米，宽 20 米。这架望远镜可以测量重子声学振荡，并监测快速射电暴。

### 工程
除观测设备外，DRAO还负责接收机和电子设备的设计和开发。其项目包括外部天文台的仪器，如甚大阵和詹姆斯·克拉克·麦克斯韦望远镜 。 